# Текома прямостоячая
Теко́ма прямостоя́чая, Теко́ма прямая (лат. Tecoma stans) — многолетний кустарник, типовой вид рода Текома (Tecoma) семейства Бигнониевые (Bignoniaceae).
Естественный ареал лежит в неотропиках, от юга США через Центральную Америку, в большей части Южной Америки.
Культивируется повсеместно в тропиках и субтропиках как декоративное растение, в ряде регионов стал агрессивным инвазионным видом, вытесняющим естественную растительность.

## Название
Латинское видовое название stans является причастием, образованным от латинского глагола stō — «стоящий», «стоячий». Эпитет отражает вертикальный характер роста молодых побегов, в более старшем возрасте имеющих тенденцию к горизонтальному росту и пониканию.
Некоторые популярные в культуре растения в садоводческой литературе могут упоминаться под устаревшими, или ошибочными названиями. Текому прямостоячую иногда неверно называют кампсисом укореняющимся, который является родственным видом, но относится к другому роду, и отличается габитусом (это — лиана, но не кустарник или дерево) и окраской чашечки, у теком она зелёная, у настоящего кампсиса — окрашена в тон лепестков.

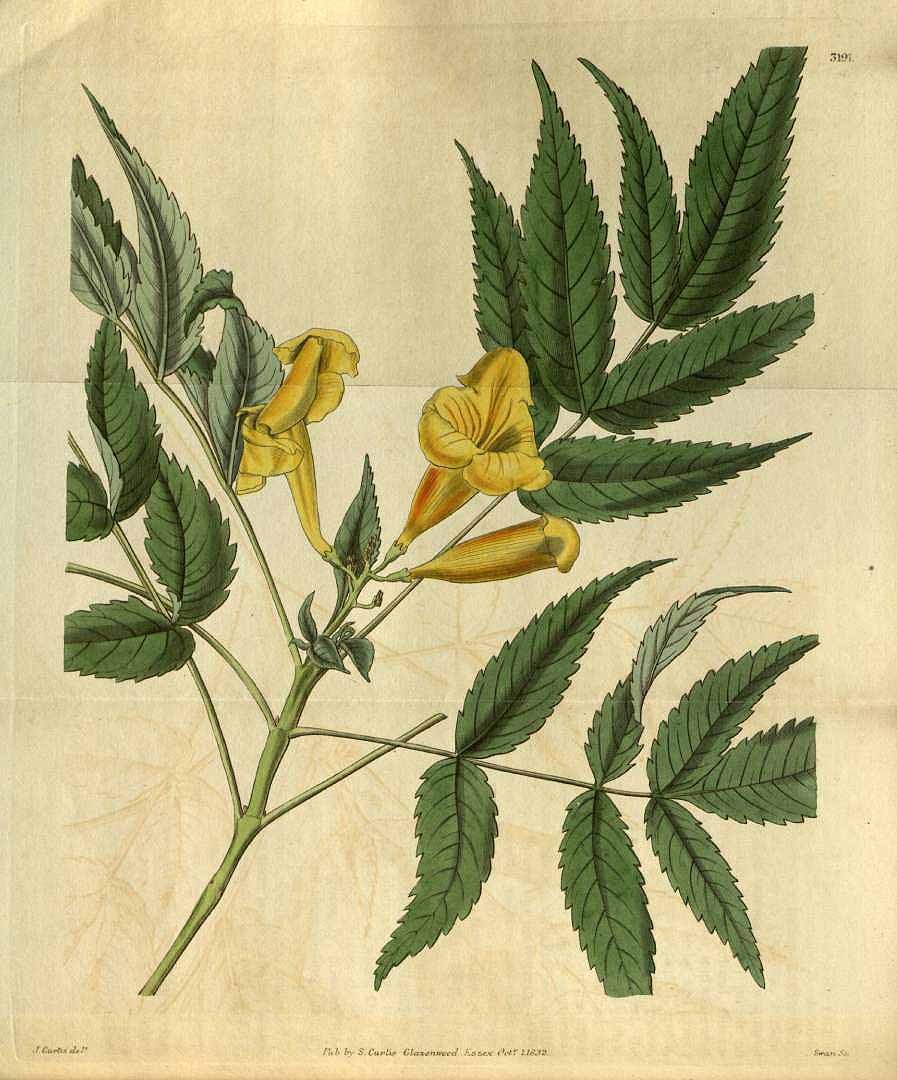
Ботаническая иллюстрация из журнала Curtis’s Botanical Magazine, vol. 59 (ser. 2, vol. 6): t.3191 (1832)

## Ботаническое описание
Во влажных и теплых регионах растения вечнозеленые, но в более прохладных областях с выраженным сухим сезоном становятся листопадными на период неблагоприятных условий. Особенностью вида является его крайне медленная реакция на изменение количества влаги в почве, нехарактерная для других растений с аналогичными тонкими несуккулентными листьями. При наступлении засухи и/или холодного периода растения долгое время находятся в увядшем состоянии вплоть до поникания кончиков молодых побегов, но только в исключительных случаях полностью сбрасывают листву.
Кратковременные дожди не приводят к возобновлению тургора, который восстанавливается лишь после достаточно длительного обильного орошения.
Кустарники или небольшие деревья до 8 (реже до 10) метров высотой и до 25 см в диаметре ствола/стеблей.
Корень выраженно стержневой, глубоко проникающий.
Плотные группы растений обычно более низкие, до 5—6 метров. Ветвление начинается на высоте 15 см, редко формируется один короткий выраженный ствол длиной до 50 см с образованием кроны выше этого уровня. Периферийные побеги растений на открытых пространствах развиваются горизонтально, в густых посадках — более вертикально. Ветви покрыты мелкими чешуйками, слегка опушенные, круглые в сечении, окраска коры коричневая в молодом возрасте, светло-коричневая в старом. Кора тёмная, морщинистая. Разновидность Tecoma stans var. velutina имеет обильное опушение всех надземных органов, особо выраженное на нижней стороне листьев.

### Листья
Листья сложные, непарноперистые с 3—9 (реже до 17) листочками, первая пара на ветви часто простые или с одним листочком. Форма листочков ланцетовидная, у основания более широкая, реже сердцевидная (Tecoma stans var. velutina) или узкая линейная, кончик заостренный. Окраска адаксиальной (верхней) стороны ярко-зелёная, абаксиальной (нижней) — более бледная, край пильчатый. Размер листа варьируется географически, от 2,5 до 15 см в длину, шириной 0,8—6 см. Верхний листочек обычно более мелкий, 4—20 мм длиной. Черешок 1—9 см длиной, слегка чешуйчатый, опушенный у основания листочков. Опушенность листьев варьируется от практически отсутствующей до обильной в зависимости от региона произрастания.

### Цветки
Соцветие — верхушечная или околоверхушечная кисть, количество цветков в количестве до 20, одновременно открыты лишь несколько. Цветоножки и кистевая ось чешуйчатые.
Чашечка цветка сростнолистная трубчатая или колокольчиковидная, длиной 3—7 мм, шириной 3—4 мм. Край с пятью равными долями, выступающими примерно на 1 мм. Поверхность чешуйчатая. Венчик ярко-жёлтый, иногда оранжевато-жёлтый, с красноватыми, редко розоватыми штрихами в горле. Основание узкое, вытянутое, длиной около 1 см, верхняя часть трубчато-колокольчиковидная 3,5—6 см длиной и 1,2—2,4 см в самом широком месте. Край венчика отогнут наружу, разделен на 5 долей 1—1,5 см длиной. Аромат от слабовыраженного до яркого, у разновидности velutina отсутствует или практически неразличим. Нектар выделяется в небольших количествах и скапливается в мелких чашевидных выемках вокруг завязи.
Тычинки короче уровня отгиба лепестков, двусильные (сросшиеся в две пары, различные по длине). Пестик 3—3,5 см длиной, завязь узкоцилиндрическая, 3 мм длиной, поверхность железисто-чешуйчатая. Семяпочки расположены в два ряда в каждой камере. Интересен механизм реакции пестика на физическое воздействие — две широкие пластинчатые доли рыльца быстро схлопываются в течение 10—30 секунд после прикосновения к их внутренней поверхности, возвращаясь в обычное раскрытое состояние через 5—10 минут. При созревании собственной пыльцы и готовности пестика к опылению в одно время, как это наблюдается у текомы, подобная реакция является эволюционным приспособлением к перекрестному опылению. Насекомое или птица-опылитель продвигаясь вглубь цветка в поисках нектара, сначала касается пестика и оставляет на нем пыльцу, захваченную с другого цветка, а затем уже задевает пыльники и получает новую порцию пыльцы, от которой пестик защищается закрывая рыльце.

### Плоды
Плод — узкая вытянутая коробочка-стручок, сужающаяся на концах, длиной 7—21 см, шириной 5—8 мм. Поверхность створок гладкая, изредка слегка чешуйчатая. В коробочке в среднем около 42 семян, максимум до 77. Семена 2—4 мм длиной и до 2,7 см в ширину с прозрачно-пленчатыми крылышками четко отличными от самого семени.

### Древесина
Древесина достаточно прочная и тяжелая, имеются годичные кольца, хотя цикл их образования до конца не ясен — он является либо сезонным, либо соответствует повторяющимся периодам роста побегов и цветения.

### Генетика
Количество хромосом 2n=40.
Сведений о естественном скрещивании с другими видами рода не имеется. Однако, хорошо известен культурный гибрид, известный у садоводов под названием Текома Смита (Tecoma x smithii), родительской парой которого являются Tecoma stans var. velutina и Tecoma capensis (Текома капская).

## Распространение и экология

### Ареал
В природных условиях текома прямостоячая произрастает в неотропиках — от южных штатов США (Флорида, Аризона и Техас) на юг через Антильские острова и Центральную Америку до северной Аргентины. Встречается до высоты 2800 м. (отдельные экземпляры до 3000 м.) над уровнем моря. В приграничных областях ареала произрастают формы и разновидности, внешне существенно отличающиеся от основного вида. Так в высокогорных районах Южной Америки встречается преимущественно т. прямостоячая разн. бархатистая с обильным опушением всех надземных частей растения, а в сухих областях Северной Америки форма с практически линейными листьями (ранее выделялась как т. прямостоячая разн. узкая).

### Экология
Предпочитая хорошо освещенные и дренированные участки, текома чаще всего селится на каменистых, щебнистых почвах, формирующихся преимущественно на горных склонах (литосоли), либо на свежих не слежавшихся пойменных (аллювиальных) почвах вдоль рек с большим количеством обломочного материала и осадочных пород. Уничтожение природных лесов также способствует распространению текомы на участках с глубокими плодородными горизонтами где ранее она не встречалась из-за недостатка света. Приспособленность растений к бедным каменистым грунтам позволяет выращивать её в местах, не слишком подходящих для более требовательных декоративных культур.
На территории Ямайки, около города Мотего-Бей обнаружены популяции текомы прямостоячей, произрастающие в 30 метрах от прибрежной линии и подвергающиеся активному воздействию морской воды во время штормов. При этом никаких признаков повреждений листьев или корней на этих экземплярах не наблюдалось. Аналогичные примеры имеются на о. Маврикий, где растение натурализовалось и произрастает в прибрежных областях, также подверженных воздействию морской воды, что позволяет сделать вывод об устойчивости растения к высокому уровню засоленности почв и расширить ареал его выращивания в культуре, включив зоны рискованного культивирования по этому фактору.
Природный ареал текомы прямостоячей ограничен зимней изотермой +15 °C, при этом есть свидетельства о растениях, выживших при разовых понижениях температуры до −7 °C длительностью в несколько часов. Интересно, что т. прямостоячая подвид бархатистая, встречающаяся в менее комфортных высокогорных районах, более чувствительна к холодам и не переносит заморозков. В закрытом грунте, при выращивании растений в оранжереях, оптимальной температурой в сезон активного роста является 24 °C-25 °C, допустимой — с понижением до 20 °C. В зимний период некоторые источники рекомендуют холодное содержание при 10 °C-13 °C с понижением ночью до 4,5 °C, однако такие условия существенно отличаются от природных и вряд ли являются оптимальными — более разумным представляется достаточно теплое содержание при минимуме в 10 °C-15 °C.
Текома прямостоячая характеризуется высокой адаптивностью к условиям с различной влажностью воздуха, количеством и сезонностью осадков. Существенная часть природного ареала вида приходится на засушливые регионы с низким количеством влаги и ярко выраженным сухим сезоном, либо с периодическим иссыханием почв. На территории США и некоторых регионов Мексики растения произрастают в пустынном и полупустынном климате. На островах Карибского моря вид преимущественно встречается на засушливых подветренных участках. С другой стороны, текома прямостоячая широко представлена во влажных регионах с высоким уровнем осадков, равномерно распределенных по сезонам.
Цветение текомы в зависимости от региона произрастания бывает круглогодичным или сезонным, с одним или двумя пиками в год. Бутоны появляются в достаточно молодом возрасте, зафиксированы случаи цветения экземпляров 46 и 60 см высотой, а также цветение в закрытом грунте 9-месячных растений.
Опылителями текомы являются насекомые (бабочки, пчелы, муравьи и др.), а также птицы-нектарницы. Успешное опыление и завязывание семян происходит в ограниченном количестве случаев — в ходе наблюдений было получено значение около 15 % (на 1422 цветков — 209 завязей), хотя показатель очень сильно зависит от ареала произрастания и сопутствующей фауны. Специфической проблемой для текомы являются «грабители нектара», потребляющие его через разрывы в лепестках на уровне где заканчивается чашечка цветка, не затрагивающие таким образом органы размножения и не производящие опыления. В некоторых соцветиях разрывы наблюдались на всех цветках и нераскрывшихся бутонах. Исследования показали, что шмели практически никогда не посещают цветки через зев, проделывая упомянутые отверстия в лепестках и собирая нектар через них. Карликовые колибри и муравьи также в большинстве случаев предпочитают прокалывать лепестки ближе к расположению нектарособирающих выемок в глубине венчика.
Основными способами распространения семян текомы являются анемохория (с помощью ветра) и гидрохория (с помощью водных течений). Наружная оболочка семени имеет тончайшие выросты-крылышки, составляющие более 2/3 общей площади и при этом менее 14 % веса семени. Благодаря этому после растрескивания плодов семена могут переноситься ветром на расстояние до нескольких сотен километров. Кроме того, водоотталкивающие свойства крылышек помогают семенам, попавшим в воду, оставаться на поверхности и разноситься течением дни, а то и недели, без погружения на дно.
Различные источники указывают как на быструю потерю всхожести семян после созревания, так и на сохранение всхожести без существенного ухудшения в течение 4 лет хранения при комнатной температуре. Семена не имеют обязательного периода спячки, прорастают на поверхности почвы при достаточной влажности в течение 2 дней независимо от светового режима как в темноте, так и на свету. При заделывании в грунт появление семядолей растягивается в среднем на 8 дней, причем при посадке на глубину более 4 см появляются лишь единичные всходы. В течение примерно 15 дней формируются семядоли и корень. Наиболее благоприятными температурными условиями для прорастания является диапазон от 26 °C до 37 °C и освещение. В темноте всхожесть падает с 90 % до 35 %.

### Инвазивность
Текома прямостоячая является агрессивным инвазивным видом, подавляющим местную флору, сокращающим естественное биоразнообразие и имеющиеся природные ресурсы. Активное разведение в качестве декоративного растения для ландшафтного оформления индивидуальных садов и городских пространств способствовало натурализации вида в тропических и субтропических регионах Африки, Азии, Южной Америки, Тихоокеанских островов и Австралии. В ЮАР продажа посадочного материала официально полностью запрещена. Наиболее крупные инвазивные популяции обнаружены в Бразилии, северной Аргентине и ЮАР, в субтропических регионах со средним до высокого количеством осадков, зачастую вдоль водных путей. Текома прямостоячая не является сорным растением в отношении сельскохозяйственных культур, но оказывает существенное негативное воздействие на разнообразие исходных биоценозов.

## Значение и применение
Является национальным цветком Багамских островов. Выбран в ходе голосования четырёх крупнейших ассоциаций садоводов острова Нью Провиденс в 70-х годах XX века. Также является цветочным символом Американских Виргинских Островов с 1968 года.

### Использование
Благодаря быстрому росту, неприхотливости, длительному и обильному цветению, текома прямостоячая исключительно популярна в качестве декоративной культуры открытого грунта тропических и субтропических регионов (USDA зоны 10-12, с укрытием 9а), где используется для ландшафтного оформления открытых пространств, а также выращивается в контейнерах. Обычно высаживается как солитер (естественная кустовидная форма или древовидная в один ствол путем формирующей обрезки), небольшой группой из нескольких экземпляров или в качестве живой изгороди/кустарникового бордюра. Вид удостоен премии AGM английского Королевского садоводческого общества означающей статус рекомендованной к выращиванию культуры с выдающимися декоративными качествами.
Основные условия выращивания и агротехника в открытом грунте:
- максимально солнечное расположение, в полутени цветение менее обильное или отсутствует, побеги израстаются, развитие замедляется
- очень хорошая дренированность почвы, так как растения не переносят переувлажнения и застоя воды
- средняя или низкая плодородность субстрата, подходят супесчаные и суглинистые почвы, в литературе упоминается устойчивость к засоленым грунтам
- кислотность почвы существенной роли не играет, растения предпочитают диапазон pH 6-8,5, выдерживают pH от 5,5 до 9
- вид высокоустойчив к засухе и жаре, особенно взрослые экземпляры, но для активного роста и обильного цветения требуется регулярный полив, особенно при отсутствии естественных осадков
- при подмерзании растений в зоне рискованной зимовки рекомендуется их весенняя обрезка для стимулирования роста новых побегов
- соцветия формируются на молодых побегах, поэтому рекомендуется регулярная обрезка после основной волны цветения (чаще осенью), также и с целью поддержания аккуратной формы растений, склонных к загущению кроны и хаотичному росту многочисленных ветвей
- растение легко размножается посевом семян, а также полуодревесневшими черенками и воздушными отводками
- текома практически не поражается болезнями и вредителями, при случайном появлении тли, листогрызущих гусениц или щитовки проводятся стандартные обработки инсектицидами[9].

Гораздо реже вид встречается как горшочная культура в оранжереях, зимних садах и домашних коллекциях ввиду относительно крупных размеров и цветения только в условиях высокой температуры и интенсивного освещения. В оранжереях Великобритании текома выращивалась с 30-х годов XVIII века, но так и не получила там широкого распространения.
Текома прямостоячая не является токсичным растением, пригодна для кормления животных. Благодаря содержанию большого количества активных соединений (гликозидов, алкалоидов, полифенолов, индольных составляющих и т. п.) предполагается возможность использования для лечения диабета и язвы желудка, а также в качестве антибактериального, антимикробного и антиоксидантного средства.
Коренным населением юго-запада США и Мексики текома прямостоячая широко использовалась в самых различных областях. Древесина этого вида не представляет особой ценности, но индейцы изготавливали из неё охотничьи луки, а длинные гибкие молодые побеги применяли для плетения корзин и мебели, укрепления изгородей и огораживания пастбищ. Корни добавляли при изготовлении местного аналога пива, а также для лечения в качестве мочегонного средства. Отвар из цветков и коры считался лекарственным средством при болях в желудке, диабете, а также для лечения сифилиса и в качестве глистогонного. Цветки текомы, богатые нектаром, служат хорошей кормовой базой для медоносных пчел.

## Таксономия
Tecoma stans (L.) Juss. ex Kunth, Nova Genera et Species Plantarum (quarto ed.) 3: 144. 1819.

### Синонимы
Растение первоначально вошло в ботаническую номенклатуру как вид рода Bignonia, был описан Линнем во втором издании «Species plantarum». Жюссьё перенёс вид в род Tecoma, опубликовано Кунтом в «Nova Genera et Species Plantarum».
- Bignonia stans L., Sp. Pl. ed. 2: 871. 1763.basionym

- Bignonia frutescens Mill., Gard. Dict., ed. 8. n. 3. 1768.
- Bignonia sorbifolia Salisb., Prodr. Stirp. Chap. Allerton[исп.] 106. 1796.
- Tecoma mollis Kunth, Nov. Gen. Sp. [H.B.K.] 3: 144. 1819.
- Tecoma incisa Sweet, Hort. Brit. 284. 1826.
- Bignonia incisa hort. ex DC., Prodr. [A. P. de Candolle] 9: 224. 1845.
- Bignonia tecomoides DC., Prodr. [A. P. de Candolle] 9: 166. 1845.
- Tecoma stans var. apiifolia DC., Prodr. [A. P. de Candolle] 9: 224. 1845.
- Tecoma velutina  Lindl., Gard. Chron. 1855: 820. 1855.
- Stenolobium stans (L.) Seem., J. Bot.[англ.] 1: 88. 1863.
- Stenolobium stans var. apiifolium (DC.) , J. Bot. 1: 89. 1863.
- Stenolobium stans var. pinnatum Seem., J. Bot. 1: 89. 1863.
- Gelseminum stans (L.) Kuntze, Revis. Gen. Pl.[англ.] 2: 479. 1891.
- Stenolobium stans var. multijugum Fr., Ark. Bot. 1: 401. 1903.
- Stenolobium incisum  Rose & Standl. ex Wooton & Standl., Contr. U.S. Natl. Herb. 16: 174. 1913.
- Tecoma stans var. angustatum Rehder, Mitt. Deutsch. Dendrol. Ges. 1915: 227. 1915.
- Stenolobium tronadora Loes., Repert. Spec. Nov. Regni Veg. 16: 210. 1919.
- Stenolobium quinquejugum  Loes., Repert. Spec. Nov. Regni Veg. 16: 211. 1919.
- Bignonia tecoma Wehmer, Pflanzenstoffe, ed. 2 ii. 1134. 1931.
- Tecoma incisa  (Rose & Standl. ex Wooton & Standl.) I.M.Johnst., J. Arnold Arbor. 21: 264. 1940.
- Tecoma tronadora  (Loes.) I.M.Johnst., J. Arnold Arbor. 29: 197. 1948.

### Разновидности
Наиболее распространенный в природе представитель своего рода.
Образует полиморфный комплекс многочисленных форм, которые зачастую подразделялись различными систематиками на несколько видов, разновидностей или подвидов.
В современной систематике выделяется три или две разновидности:
- Tecoma stans var. stans — ряд источников относят к синонимам Tecoma stans[16]. Самая географически распространённая форма, произрастающая по всему видовому ареалу за исключением его самых северных регионов (южная Аризона, Техас, северная Мексика) и некоторых регионов центральных Анд, например в Эквадоре. Редко встречается на высоте более 1500 м над уровнем моря. Наиболее популярная разновидность в культуре.
- Tecoma stans var. sambucifolia (Kunth) J.R.I.Wood, Bot. J. Linn. Soc. 156: 152 (2008) — встречается на территории Перу и южного Эквадора на высотах от 1500 до 3500 метров над уровнем моря; листья овальные с округлым кончиком, тонкие или слегка кожистые, гладкие или слегка опушенные с нижней стороны.
- Tecoma stans var. velutina DC., Prodr. 9: 224 (1845) — встречается в основном на высотах 1500—2500 метров над уровнем моря в Мексике и Гватемале. В Южной Америке встречается в Андах от западной Венесуэлы и Колумбии до северного Перу. Отличается обильным опушением всех частей растения, особенно листочков, форма которых также менее вытянутая и заостренная, более сердцевидная.[3]

- Tecoma stans var. stans
- Tecoma stans var. sambucifolia

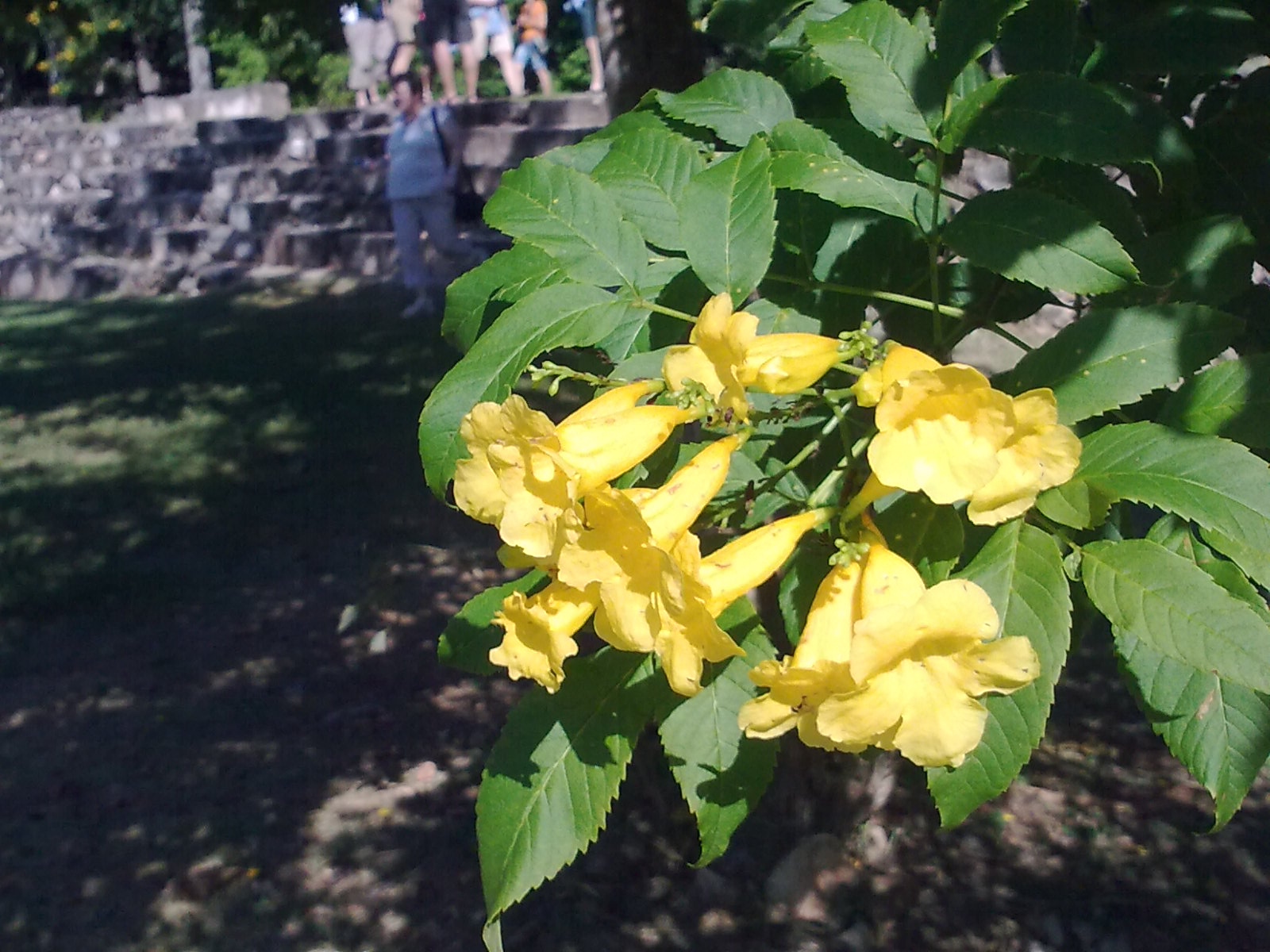
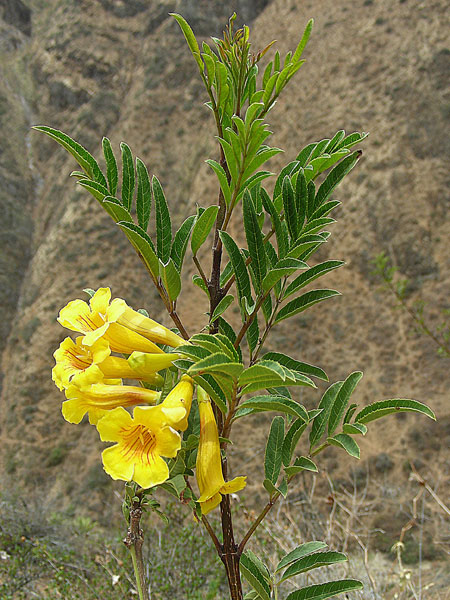

Ранее в качестве самостоятельной выделялась также Tecoma stans var. angustatum (разновидность узкая), существенно отличающаяся по внешним признакам, с узкими, практически линейными листьями, и карликовыми размерами, редко превышающими 1 метр в высоту. Популяция охватывает самую северную часть ареала на территории США и северной Мексики. Систематиками самостоятельной разновидностью не считается, относится к синонимом вида.

### Формы и гибриды
- Межвидовой гибрид т. прямостоячей и т. капской, известный под названием текомы Смита (T. x smithii) или «Ориндж Беллз» ('Orange Bells'). Характеризуется оранжевой, выцветающей с возрастом до желто-оранжевой, окраской цветков с более узкой вытянутой трубкой, чем у основного вида. Размеры куста довольно крупные, до 4 метров в высоту и в диаметре.
- Природная форма из аргентинской провинции Хухуй имеет красновато-оранжевую окраску лепестков и более узкую трубчатую форму цветка, листья преимущественно простые или трехлисточковые. Возможно, является естественным гибридом между т. прямостоячей и т. рыжей подвид Гарроча.
- «Голд Стар» ('Gold Star' — в пер. с англ. «золотая звезда») — культивар, отобранный техасским селекционером Грегом Грантом в частной коллекции в городе Сан Антонио, Техас. Отличается значительно более ранним сроком цветения, чем основной вид, сочетая в себе его признаки и характеристики более неприхотливой и устойчивой текомы узкой, возможно являясь гибридом этих двух форм➤. Окраска цветков золотисто-жёлтая.
- «Майан Голд» ('Mayan Gold' — в пер. с англ. «золото майя») — сорт с ярко-жёлтой окраской венчика и компактными размерами куста до 2 метров в высоту и в диаметре.
- «Лидия» ('Lydia') — современный сорт со светлой кремово-жёлтой окраской лепестков и практически белым горлом. Габариты куста — около 2 х 2 метра.
- «Танджерин» ('Tangerin' — в пер. с англ. «мандарин») — двухцветный культивар, внутренняя поверхность лепестков и горло ярко-желтые с контрастным оранжевым кольцом в зоне отгиба долей венчика, наружная сторона ярко-оранжевая. Бутоны медно-красной расцветки. Растение средних размеров, 2,5 х 2,5 метра.
- «Ориндж Джубили» ('Orange Jubilee' — в пер. с англ. «оранжевый юбилей») — в различных источниках указывается как в качестве гибрида текомы прямостоячей, так и текомы рыжей. Культивар имеет ярко-оранжевую окраску лепестков и небольшие размеры куста, обычно не превышающие 2,5 м. в высоту и до 2 м. в диаметре.
- «Кримсон Флэр» ('Crimson Flare' — в пер. с англ. «пунцовый всполох») — сорт с выдающейся яркой светло-красной расцветкой венчика.
- «Беллз ов Файер» ('Bells of Fire' — в пер. с англ. «огненные колокольчики») имеет яркую ало-красную окраску венчика, переходящую в оранжевый тон при выцветании на солнце. Размеры куста около 2 м. в высоту, 1,5 м. в диаметре.
- «Санрайз» ('Sunrise' — в пер. с англ. «восход солнца») — выразительный сорт с двухцветной окраской венчика. Внутренняя часть трубки насыщенного медно-красного цвета, отгиб лепестков — ярко-жёлтый, наружная часть венчика оранжевая. Размеры растений около 2,5 × 2,5 м. Холодостойкость несколько выше, чем у «Голд Стар»
- «Баттерскотч» ('Butterscotch' — в пер. с англ. «конфеты-ириски») — в некоторых источниках фигурирует в качестве синонима сорта «Санрайз». Окраска двухцветная, оранжево-красная снаружи и внутри горла, отгиб лепестков ярко-жёлтый.

{{Фоторяд|